# Pfarrkirche Hüttschlag

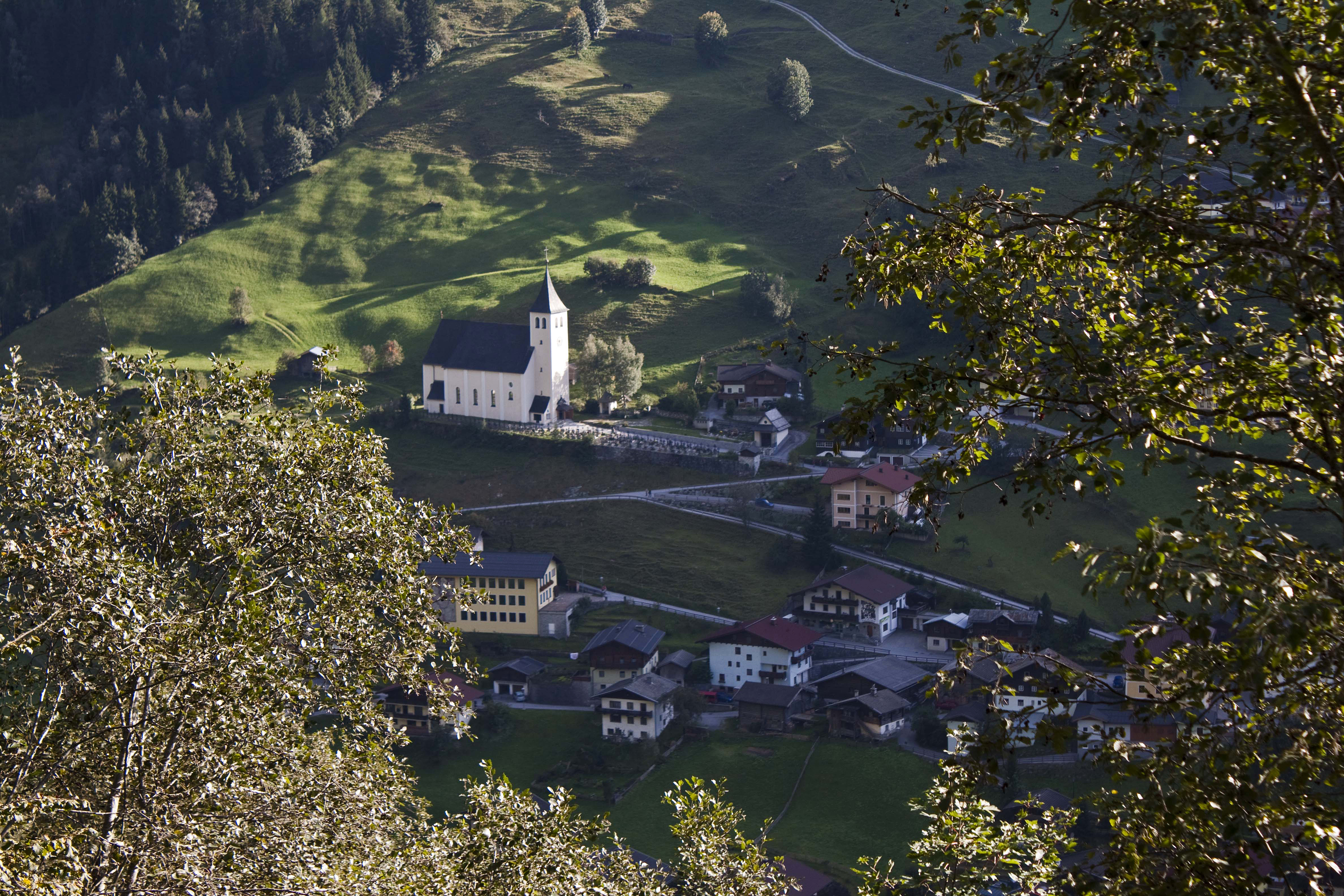
Katholische Pfarrkirche hl. Joseph in Hüttschlag

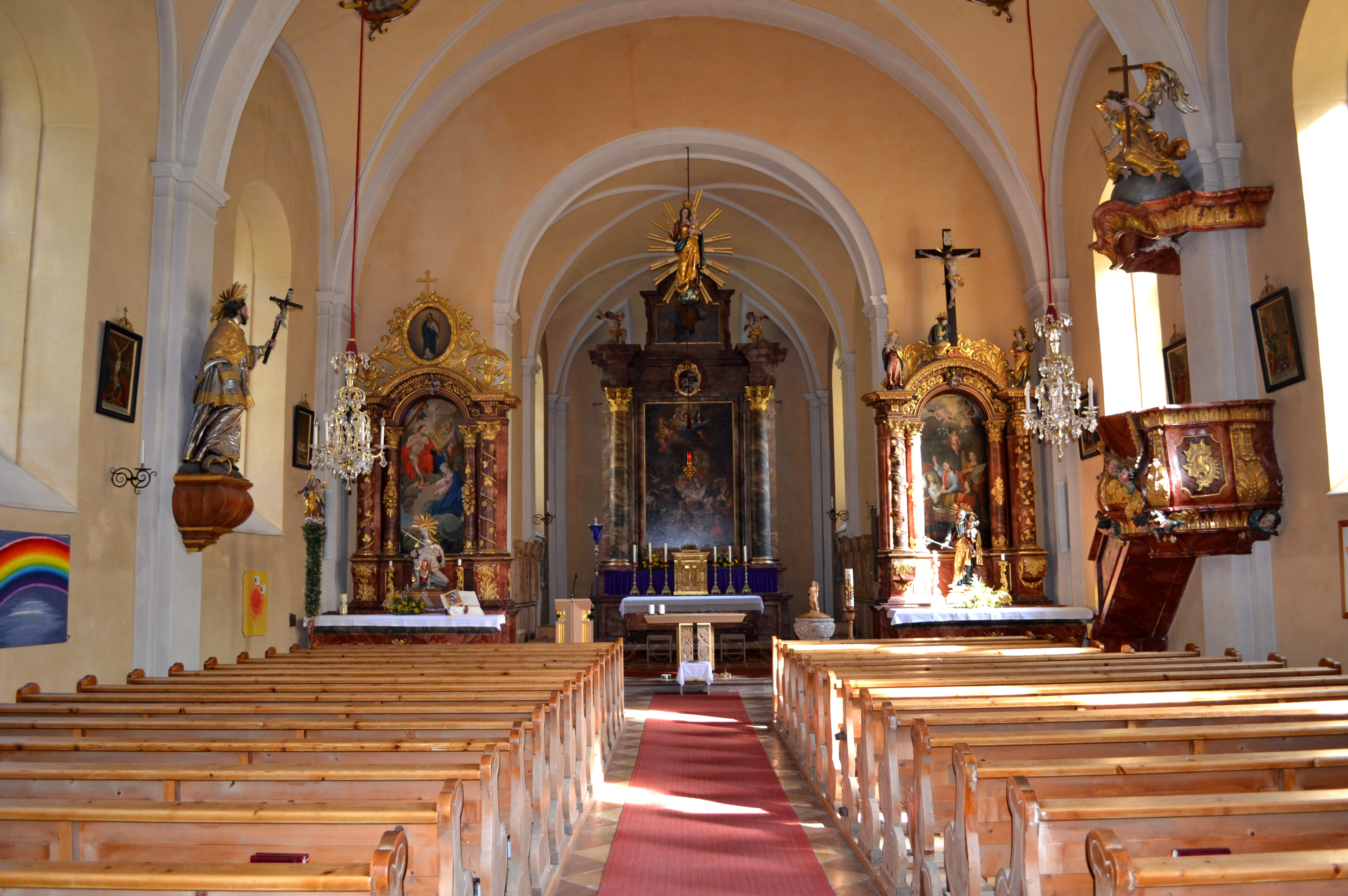
Langhaus, Blick zum Chor

Die römisch-katholische Pfarrkirche Hüttschlag steht erhöht am südöstlichen Ortsrand der Gemeinde Hüttschlag im Bezirk St. Johann im Pongau im Land Salzburg. Die dem Patrozinium des Heiligen Josef von Nazaret unterstellte Pfarrkirche gehört zum Dekanat St. Johann im Pongau der Erzdiözese Salzburg. Die Kirche steht unter Denkmalschutz (Listeneintrag).

## Geschichte
Urkundlich wurde 1675 eine Kapelle bei den Schmelzhütten in Großarl genannt. Der Kirchenbau aus 1679 war ein Vikariat. Seit 1787 besteht ein Friedhof. 1891 wurde die Pfarre gegründet. 1858 und 1901 waren Renovierungen, 1956, 1961 und 1979 Restaurierungen.

## Architektur
Der Barockbau mit einem Westturm ist von einem Friedhof umgeben.
Das Kirchenäußere zeigt ein einschiffiges Langhaus mit Pilastergliederung und einen eingezogenen Chor mit einem Dreiseitschluss unter einem Satteldach. Der vorgestellte Westturm hat ein Portal mit einem Giebelaufsatz, die Turmhalle ist kreuzgewölbt, das Glockengeschoß hat rundbogige Schallfenster, er trägt ein geschweiftes Zeltdach. Südlich am Chor steht eine zweigeschoßige barocke Sakristei, nördlich am Chor ein eingeschoßiger Anbau.
In der Nordwestecke befindet sich ein Ölberg mit spätbarocken Figuren Christus und Jünger.
Das Kircheninnere zeigt ein vierjochiges barockes Langhaus mit Pilastergliederung, breiten Gurtbögen und Kreuzgewölben mit Stuckmedaillons aus 1679. Die zweigeschoßige dreiachsige Empore aus 1794 steht auf Pfeilern und zeigt zum Langhaus Rundbögen. Der eingezogene Triumphbogen ist rundbogig. Der zweijochige Chor mit einem dreiseitigen Schluss hat eine Pilastergliederung und ein Kreuzgewölbe, links mit einem Portal zu einer Kammer und rechts mit dem Portal zur Sakristei.

## Einrichtung
Der barocke Hochaltar als Säulenaltar entstand 1679 und zeigt das Altarblatt Geburt Christi des Malers Franz Nikolaus Streicher von 1780 und das Oberbild Gottvater und Heiliger Geist aus der Mitte des 19. Jahrhunderts. Er trägt die seitlichen Konsolfiguren der Heiligen Johannes Nepomuk aus dem 18. Jahrhundert links und Papst Pius X. vom Bildhauer Franz Kreuzer 1956 rechts. Am Altar befinden sich zeitweise vier Statuetten aus der Mitte des 19. Jahrhunderts, am Aufsatz gibt es Engelsfiguren aus dem 18. Jahrhundert. Hinter dem Altar gibt es die Figur Herz Jesu und eine Marienfigur vom Bildhauer Ignaz Huber um 1960.
Die Kanzel aus der Mitte des 18. Jahrhunderts wurde aus der ehemaligen Ändräkirche in Salzburg hierher übertragen, sie hat einen geschwungenen Korb mit einem Relief Moses und die Gesetzestafeln, von einem geschnitzten Tuch teils verdeckt, sowie Engelsköpfe; der stark profilierte Schalldeckel trägt im Aufsatz einen Engel mit einer Posaune.
Die Orgel baute Mauracher 1833.

## Grabdenkmäler
- In der Turmhalle zu Johann Georg Auer 1788
- Weiters zu Philipp Jakob Reger 1788, zu Joseph Anton Gasper 1789, zu Johann Baptist Kendlbacher 1808 und zu Franz Anton Harl 1830.
- Die Kriegergedächtnisstätte im Friedhof aus 1953 beinhaltet ein Schnitzwerk Soldat vom Schnitzer Rudolf Seer.